# ستانلي ماثيوز (تنس)
ستانلي ماثيوز (بالإنجليزية: Stanley Matthews)‏ مواليد 20 نوفمبر 1945 في إنجلترا، هو لاعب كرة مضرب بريطاني سابق وكان يلعب باليد اليمنى، اعتزل اللعب في 1973.

## الخط الزمني للفردي
مفتاح
| ف | ن | ن.ن | ر.ن | د# | د.م | ل | أ.أ | ت | غ | ب | ف | ذ | م.خ | ل.ت |

(ف) فاز بالبطولة (ن) وصل النهائي (ن.ن) نصف النهائي (ر.ن) ربع النهائي (د#) الأدوار الأربعة الأولى (د.م) دور المجموعات (ل) شارك في كأس ديفيز (أ.أ) خرج من الأدوار الاولى (ت) خسر التصفيات التأهيلية (غ) غاب عن الحدث أو البطولة (ب) حصل على ميدالية برونزية (ف) حصل على ميدالية فضية (ذ) حصل على ميدالية ذهبية (م.خ) بطولة الماسترز خُفضت إلى مرتبة أقل (ل.ت) البطولة لم تعقد في السنة المعينة.
لتجنب الارتباك وازدواجية الحساب، يتم تحديث هذه المعلومات إما في نهاية البطولة، أو عندما تكون مشاركة اللاعب في البطولة قد انتهت.
| الدورة            | 1962  | 1963  | 1964  | 1965  | 1966  | 1967  | 1968  | 1969  | 1970  | 1971  | 1972  | 1973  | إجمالي ف/م |
| ----------------- | ----- | ----- | ----- | ----- | ----- | ----- | ----- | ----- | ----- | ----- | ----- | ----- | ---------- |
| أستراليا المفتوحة |       | د1    | د1    |       |       |       |       |       |       |       |       |       | 0 / 2      |
| فرنسا المفتوحة    | د1    |       |       |       | د1    | د2    |       | د2    | د1    | د1    |       |       | 0 / 6      |
| بطولة ويمبلدون    |       | د2    | د1    | د1    | د1    | د1    | د1    | د2    | د1    | د1    | د1    | د1    | 0 / 11     |
| أمريكا المفتوحة   |       |       |       |       |       |       |       |       |       | د2    |       |       | 0 / 1      |
| سجل الفردي        | 0 / 1 | 0 / 2 | 0 / 2 | 0 / 1 | 0 / 2 | 0 / 2 | 0 / 1 | 0 / 2 | 0 / 2 | 0 / 3 | 0 / 1 | 0 / 1 | 0 / 20     |

- إجمالي ف / م = إجمالي الفوز والمشاركة

## روابط خارجية
- ستانلي ماثيوز على موقع رابطة محترفي التنس (الإنجليزية)
- ستانلي ماثيوز على موقع الاتحاد الدولي لكرة المضرب (الإنجليزية)
- ستانلي ماثيوز على موقع كأس ديفيز (الإنجليزية)
- ستانلي ماثيوز على موقع أرشيف التنس.كوم (الإنجليزية)
- ستانلي ماثيوز على موقع بطولة ويمبلدون (الإنجليزية)
- ستانلي ماثيوز على موقع خلاصة التنس.كوم (الإنجليزية)